# Prefektura apostolska Haizhou
Prefektura apostolska Haizhou (łac. Apostolica Praefectura Haichovensis) – rzymskokatolicka prefektura apostolska ze stolicą w Haizhou w prefekturze miejskiej Lianyungang, w prowincji Jiangsu, w Chińskiej Republice Ludowej.

## Historia
9 czerwca 1949 z mocy decyzji Piusa XII wyrażonej w bulli Recta Ecclesiarum erygowano prefekturę apostolską Haizhou. Dotychczas wierni z tych terenów należeli do diecezji szanghajskiej.
Od zwycięstwa komunistów w chińskiej wojnie domowej w 1949 prefektura apostolska, podobnie jak cały prześladowany Kościół katolicki w Chinach, nie może normalnie działać. Prefekt Ferdinand Lacretelle SI został wydalony z kraju. Później był misjonarzem w Wietnamie i na Tajwanie. Z urzędu prefekta zrezygnował w 1983. Patriotyczne Stowarzyszenie Katolików Chińskich nigdy nie mianowało w Haizhou swojego ordynariusza. W 1982 organizacja ta zlikwidowała w swojej strukturze prefekturę apostolską Haizhou włączając jej tereny do diecezji nankińskiej. W Kościele powszechnym nie ma to mocy obowiązującej, gdyż taką decyzję może podjąć jedynie papież. Być może odrębne struktury zachowano w Kościele podziemnym.

## Prefekci apostolscy Haizhou
- o. Ferdinand Lacretelle SI[4] (1951 – 1983) de facto wydalony z Chin po zwycięstwie rewolucji komunistycznej nie miał po tym czasie realnej władzy w prefekturze
- sede vacante (być może urząd prefekta sprawowali duchowni Kościoła podziemnego) (1983 – nadal)